# Sean Zawadzki
Sean Gregory Zawadzki (ur. 21 kwietnia 2000 w Olmsted Falls) – amerykański piłkarz pochodzenia polskiego występujący na pozycji środkowego lub defensywnego pomocnika lub środkowego obrońcy, reprezentant Stanów Zjednoczonych, od 2022 roku zawodnik Columbus Crew.